# Фундамент
Фундаментите (или основи) са елементи от носещата конструкция на сгради и строителни съоръжения, предназначени да предават въздействията от конструкцията към земната основа. В някои случаи фундаментите изпълняват и други специфични функции, като намаляване на земетръсните въздействия или предаването на други вибрации на сградата.
В наши дни фундаментите се изпълняват най-често от стоманобетон, по-рядко от бетон, стомана, дърво, каменна или друга зидария. Фундаментите се разделят на две основни групи според дълбочината, до която достигат - плоски и дълбоко заложени. Според формата си плоските фундаменти могат да бъдат единични, ивични, скарови или фундаментни плочи. Дълбоко заложените фундаменти най-често са пилоти, в по-редки случаи спускани кладенци и други.
В някои случаи фундаментите включват и преходна конструкция, като ростверк, рандбалки и други.